# Bandera de Portugalete
La bandera Noble Villa de Portugalete o bandera de Portugalete es el premio de una competición anual de remo, concretamente de traineras, que se celebra en Portugalete (Vizcaya) desde el año 1982 y organizada por el Club de Remo San Nicolás.

## Historia
La regata se celebra en aguas de la ría de Bilbao y está incluida en el calendario de pruebas de la Liga ACT (temporadas 2012 a  2016)
o de la Liga ARC (desde la temporada 2006 excepto las indicadas anteriormente) en función de en cuál de ellas militase el Club de Remo San Nicolás, ya que tanto la Liga ACT como la Liga ARC exigen a los clubes que participan en dichas competiciones la organización de al menos una regata.
Desde el año 2017 se celebra la regata femenina, quedando incluida dentro de la Liga ETE a partir de la temporada 2018.
La edición de 1988 se utilizó un sistema de metas volantes pero, debido a la confusión que causó, no se volvió a utilizar. Las tres primeras ediciones así como las de los años 2018, 2019 y 2022 se remaron dos jornadas, otorgándose la bandera a la trainera con mejor tiempo resultante del cómputo de los dos días.
La edición de la temporada 2020 fue cancelada debido a las restricciones por la pandemia de COVID-19.
La boya de salida y meta se situó frente a la antigua estación llamada «La Canilla» del ferrocarril Bilbao-Portugalete y oficina de información turística desde la década de 1960, con las calles dispuestas hacia el abra de la ría, con la baliza exterior situada frente al muelle de hierro de Portugalete. Las pruebas se han disputado tanto en modalidad contrarreloj como por tandas por calles. En categoría masculina se bogan cuatro largos y tres ciabogas con un recorrido de 3 millas náuticas que equivalen a 5556 metros; en categoría femenina se reman dos largos y una ciabogas lo que supone un recorrido de 1.5 millas náuticas que equivalen a 2778 metros.

## Categoría masculina

### Historial
| Edición | Año  | Ganador      | Segundo       | Tercero          |
| ------- | ---- | ------------ | ------------- | ---------------- |
| I       | 1982 | Kaiku        | Algorta       | Santurce         |
| II      | 1983 | Orio         | Zumaya        | Santurce         |
| III     | 1984 | Zumaya       | Algorta       | Santurce         |
| IV      | 1985 | Zumaya       | Orio          | Santurce         |
| V       | 1986 | Santurce     | Santoña       | Kaiku            |
| VI      | 1987 | Santurce     | Ciérvana      | Kaiku            |
| VII     | 1988 | Hondarribia  | Zumaya        | Ciérvana         |
| VIII    | 1989 | Santurce     | Hondarribia   | Ciérvana         |
| IX      | 1990 | San Juan     | Hondarribia   | Ur-Kirolak       |
| X       | 1991 | Kaiku        | Hondarribia   | Lutxana          |
| XI      | 1992 | Zumaya       | Santurce      | Kaiku            |
| XII     | 1993 | San Pedro    | San Juan      | Kaiku            |
| XIII    | 1994 | Raspas       | Kaiku         | Santurce         |
| XIV     | 1995 | Ondarroa     | Santurce      | Raspas           |
| XV      | 1996 | Santurce     | Portugalete   | Hondarribia      |
| XVI     | 1997 | Ondarroa     | Arkote        | Raspas           |
| XVII    | 1998 | Portugalete  | Santurce      | Getxo            |
| XVIII   | 1999 | Urdaibai     | Santurce      | Isuntza          |
| XIX     | 2000 | Santurce     | San Pedro     | Ciérvana         |
| XX      | 2001 | Ondarroa     | Portugalete   | Santiagotarrak   |
| XXI     | 2002 | Ondarroa     | Ciérvana      | Arkote-Elantxobe |
| XXII    | 2003 | Trintxerpe   | Portugalete   | Ondarroa         |
| XXIII   | 2004 | Hondarribia  | Camargo       | Santurce         |
| XXIV    | 2005 | Pontejos     | Portugalete   | Lutxana          |
| XXV     | 2006 | Kaiku        | Ur-Kirolak    | Urola Kosta      |
| XXVI    | 2007 | Castro B     | Busturialdea  | Hernani          |
| XXVII   | 2008 | Kaiku        | Camargo       | San Juan         |
| XXVIII  | 2009 | Astillero    | San Juan      | Santurce         |
| XXIX    | 2010 | Zumaya B     | Santoña       | Portugalete      |
| XXX     | 2011 | Portugalete  | Ciérvana      | Isuntza          |
| XXXI    | 2012 | Hondarribia  | Kaiku         | Urdaibai         |
| XXXII   | 2013 | Kaiku        | Urdaibai      | San Juan         |
| XXXIII  | 2014 | Orio         | Kaiku         | Hondarribia      |
| XXXIV   | 2015 | Hondarribia  | Urdaibai      | Tirán            |
| XXXV    | 2016 | Urdaibai     | Orio          | Hondarribia      |
| XXXVI   | 2017 | Donostiarra  | Santurce      | Zumaya           |
| XXXVII  | 2018 | Astillero    | Isuntza       | Getaria          |
| XXXVIII | 2019 | Orio B       | Getxo         | Castro           |
|         | 2020 | no disputada | no disputada  | no disputada     |
| XXXIX   | 2021 | Portugalete  | Deusto B      | Busturialdea     |
| XL      | 2022 | Lapurdi      | Donostiarra B | Portugalete      |
| XLI     | 2023 | Portugalete  | Donostiarra B | Orio B           |

### Palmarés
| Victorias | Club        | Años                         |
| --------- | ----------- | ---------------------------- |
| 5         | Kaiku       | 1982, 1991, 2006, 2008, 2013 |
| 5         | Santurce    | 1986, 1987, 1989, 1996, 2000 |
| 4         | Zumaya      | 1984, 1985, 1992, 2010       |
| 4         | Hondarribia | 1988, 2004, 2012, 2015       |
| 4         | Ondarroa    | 1995, 1997, 2001, 2002       |
| 4         | Portugalete | 1998, 2011, 2021, 2023       |
| 3         | Orio        | 1983, 2014, 2019             |
| 2         | Urdaibai    | 1999, 2016                   |
| 2         | Astillero   | 2009, 2018                   |
| 1         | San Juan    | 1990                         |
| 1         | San Pedro   | 1993                         |
| 1         | Raspas      | 1994                         |
| 1         | Trintxerpe  | 2003                         |
| 1         | Pontejos    | 2005                         |
| 1         | Castro B    | 2007                         |
| 1         | Donostiarra | 2017                         |
| 1         | Lapurdi     | 2022                         |

## Categoría femenina

### Historial
| Edición | Año       | Ganadora      | Segunda       | Tercera       |
| ------- | --------- | ------------- | ------------- | ------------- |
| XXXVI   | 2017      | San Juan      | Orio          | Hibakia       |
| XXXVII  | 2018      | Orio          | San Juan      | Deusto        |
| XXXVIII | 2019      | Zumaya        | Tolosaldea    | Isuntza       |
|         | 2020-2021 | no disputadas | no disputadas | no disputadas |
| XL      | 2022      | Hibakia       | Deusto        | Hondarribia   |
| XLI     | 2023      | Kaiku         | Zumaya        | Zarauz        |

### Palmarés
| Victorias | Club     | Años |
| --------- | -------- | ---- |
| 1         | San Juan | 2017 |
| 1         | Orio     | 2018 |
| 1         | Zumaya   | 2019 |
| 1         | Hibakia  | 2022 |
| 1         | Kaiku    | 2023 |